# Magistri Comacini

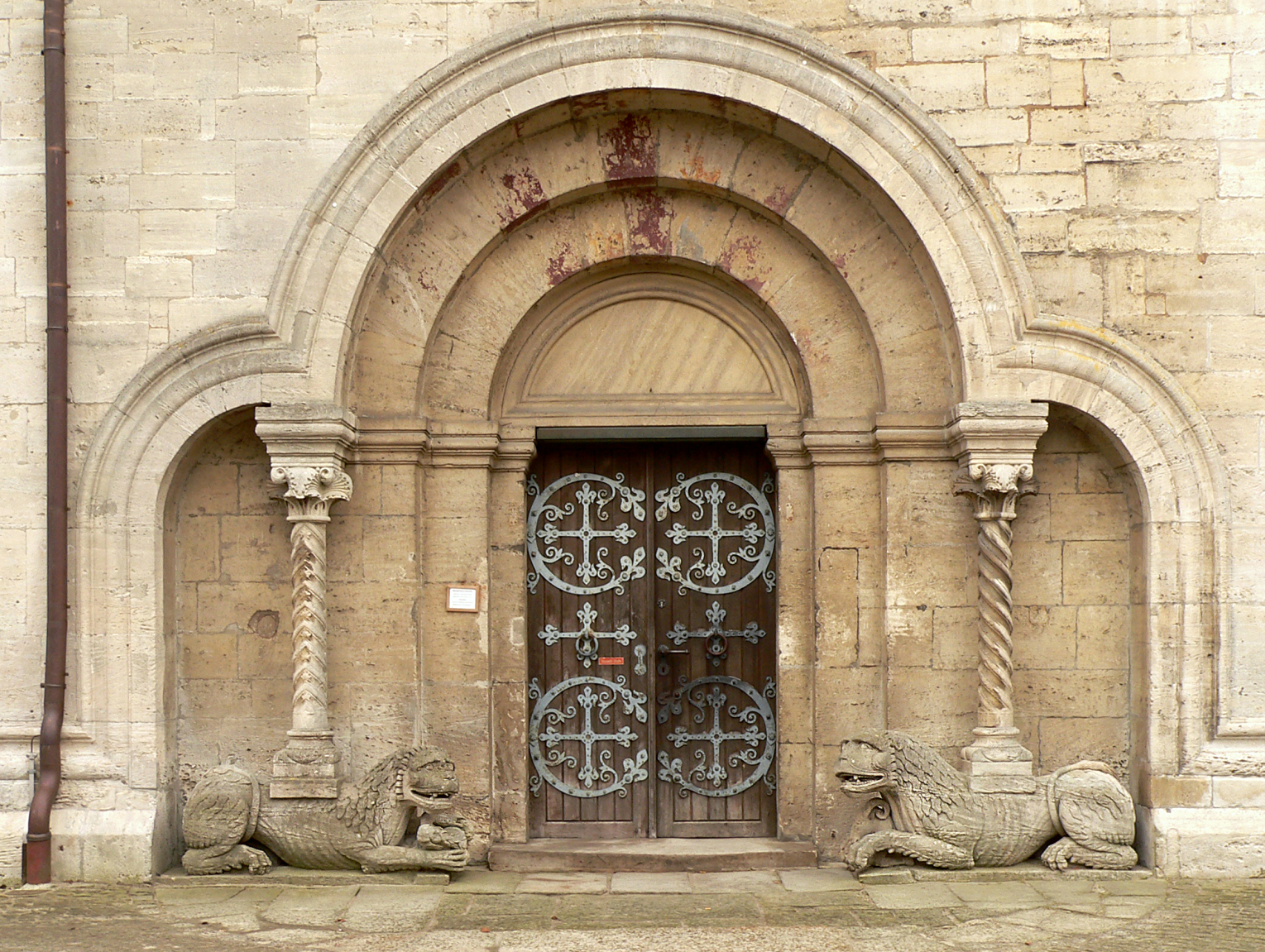
Löwenportal am Kaiserdom Königslutter

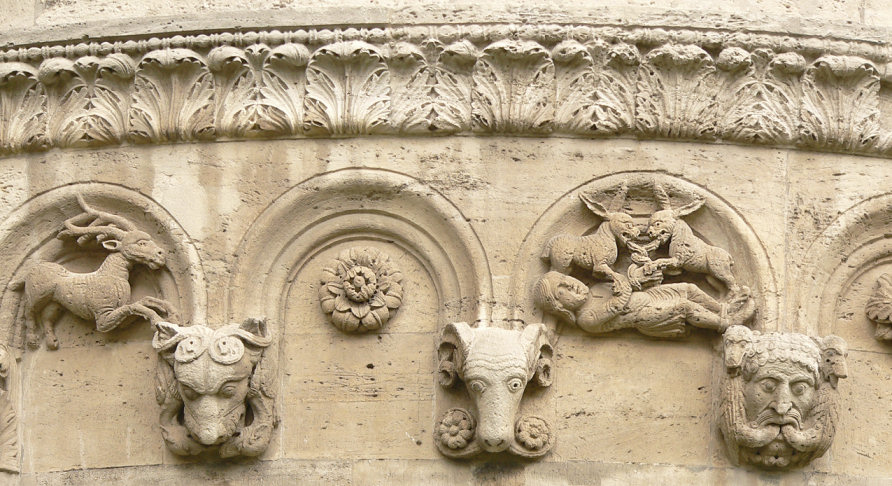
Ausschnitt des Jagdfrieses der Chorapsis am Kaiserdom Königslutter

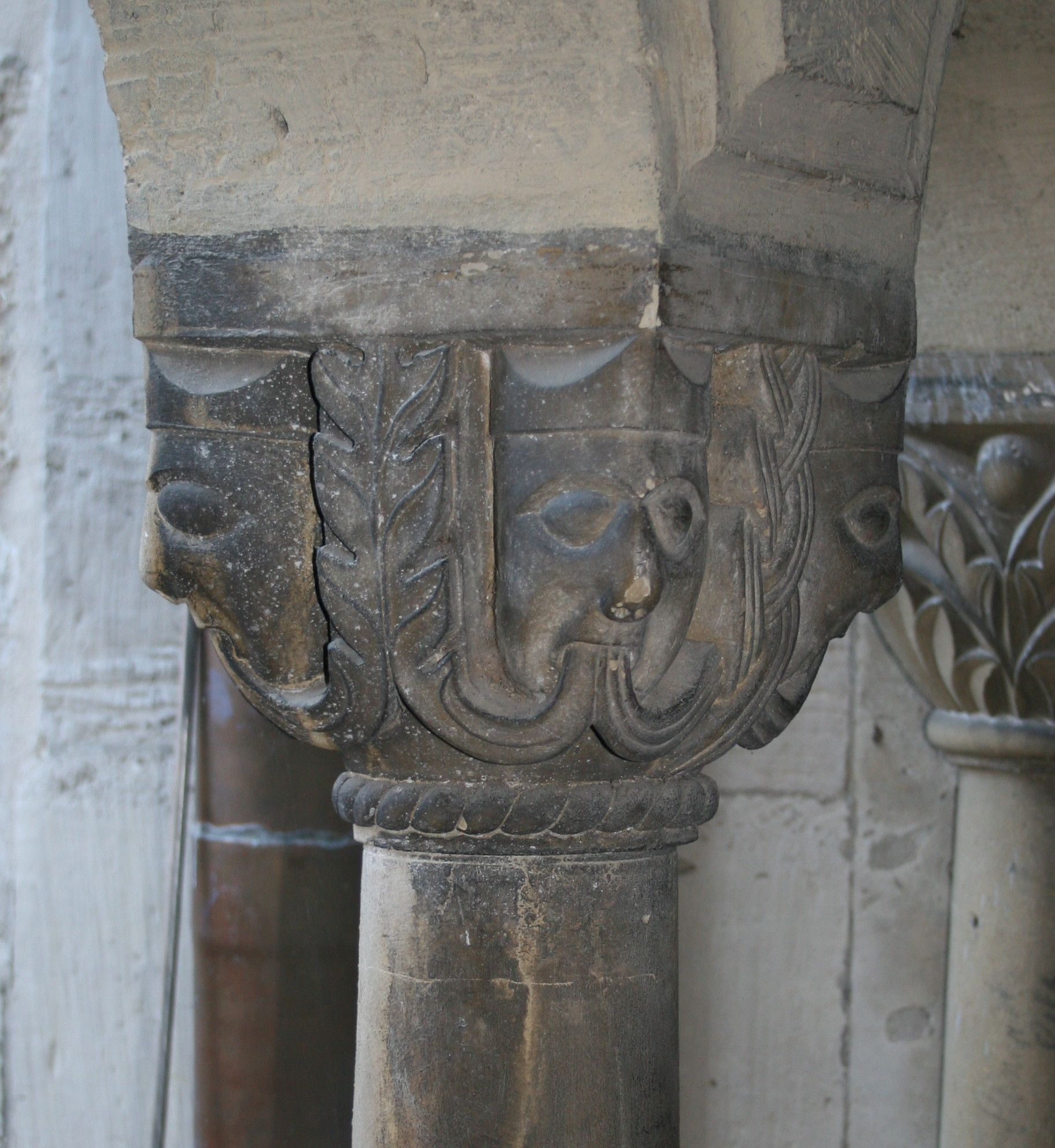
Kapitell im Fenster des Kreuzgangs von Königslutter

Die Magistri Comacini (auch Comacini, Commacini, Comancini, maestri comacini oder Comasken genannt) waren privilegierte langobardische Bauhandwerker (Bauleute), Steinmetzen  und Architekten, die ursprünglich in der Region von Como und dem Comer See beheimatet waren und wegen ihrer besonderen Kunstfertigkeit von dort aus als wandernde Handwerker auch Aufträge in entfernteren Gebieten Norditaliens oder auch jenseits der Alpen übernahmen. 

## Anfänge
Der Name leitet sich von dem lat. Adjektiv Comacinus „zu Como, zur Region von Como, zum Comer See gehörig“ ab, das seit dem 3. Jahrhundert in lateinischen Quellen belegt ist. Dass der Name direkt auf die Insel Comacina im Comer See bezogen ist, lässt sich trotz mancher Belege für Bautätigkeit auf dieser in Spätantike und Mittelalter immer wieder als Befestigung genutzten Insel nicht beweisen. Die Bautrupps der Comacini standen unter Leitung von Meistern (magistri) und waren wohl genossenschaftlich organisiert, wie aus einer Bestimmung eines Edikts des Langobardenkönigs Rothari, das für das Jahr 643 bezeugt ist, geschlossen werden kann. Das Edictus Rothari Regis regelt in den Kapiteln 144 und 145 die Verantwortlichkeiten zwischen Meister und Auftraggeber für Unfälle und Schäden während der Bauarbeiten. Dabei werden auch die Mitarbeiter des Meisters (seine Gesellen bzw. Genossen) als collegantes oder consortes erwähnt. In einer Vorschrift des Langobardischen Rechtes (Memoratorium de mercedes Comacinorum „Merkbuch über die Bezahlung der Comacini“), die den Königen Grimwald (662–671) oder Liutprand (712–744) zugeschrieben wird, werden die Preise einzelner bauhandwerklicher Leistungen und die Verpflegung der Bauleute festgelegt. Die Beachtung, die das Recht der Langobarden den Magistri Comacini zumaß, zeugt von der großen Bedeutung, die sie offenbar durch besonderes technisches Geschick und hohe Kunstfertigkeit erlangt hatten. Bis ins 12. Jahrhundert hinein, nun als Comasken, begehrte und schätzte man sie weit über die Grenzen der Lombardei hinaus als hervorragende Steinmetzen und Baumeister.
In diesem langobardischen Königreich (568–774), dem letzten germanischen Reich auf römischem Boden, bildete sich ein eigener Baustil heraus, der die römische Baukunst mit germanischen Vorstellungen verband, die sich mit den typischen Band- und Flechtornamenten der Lombardei mit den nordisch-germanischen Götterfiguren verband.

## Romanik
Diese von Alfred Schottner so genannten „Baurotten“, die als die ersten Wanderbauarbeiter gelten, waren vor allem zwischen 1050 und 1150 an zahlreichen Bauwerken außerhalb Italiens beteiligt, genannt werden die romanischen Dome von Freising, Königslutter, Mainz, Quedlinburg, Regensburg und Speyer, sowie Kirchen in Straubing, Schongau, Augsburg, in Österreich die Kirchen  Millstatt (1080), Gurk (1140), Nonnberg (12. Jahrhundert), Michelbeuren (1200) und Kremsmünster (1250) sowie in der Schweiz die Münster zu Basel, Chur und Zürich. Ein schriftlicher Beleg für das Wirken der Comasken ist aus einem Streitfall um eine Lohnzahlung zwischen Regensburger Geistlichen und Comer Baumeistern bekannt, ansonsten gilt als Beleg für ihr Wirken das für Bauten verwendete Maß von 43,6 cm, das nach König Liutprand „piede Liprando“ benannt ist.
Am Dom von Königslutter (Baubeginn 1135), so vermutet Martin Gosebruch, arbeiteten die Comacini und vor allem der langobardische Baumeister Nicolaus von Verona: „Wir begreifen und würdigen jetzt genauer, was die Tat dieses aus der Emilia nach Sachsen geholten Baumeister-Bildhauers war. Aus nordabendländischer Gegebenheit und oberitalienischer Neuerung hat er das Eine seines Werkes geschaffen: Den einfachen Halbrundkörper der Chorapsis (und die) weit nach vorn tretenden Portalvorbauten mit von Löwen getragenen Säulen“. Nach Alfred Schottner wanderten die Comacini vom 11. bis 13. Jahrhundert bis Ungarn, England und Schweden. Die Wanderungen sollen im Zusammenhang mit dem „Zenokult“ stehen, einer Verehrung des Bischofs Zeno von Verona, dem zufolge sie den Wegen Zenos folgten. Schottner zitiert Karl Hoede, dem zufolge „die alpenländischen Genossenschaften der Meister von Como Urbild und Vorstufe (...) für die Bauhütten der Steinmetzen im Mittelalter“ gewesen sein sollen.

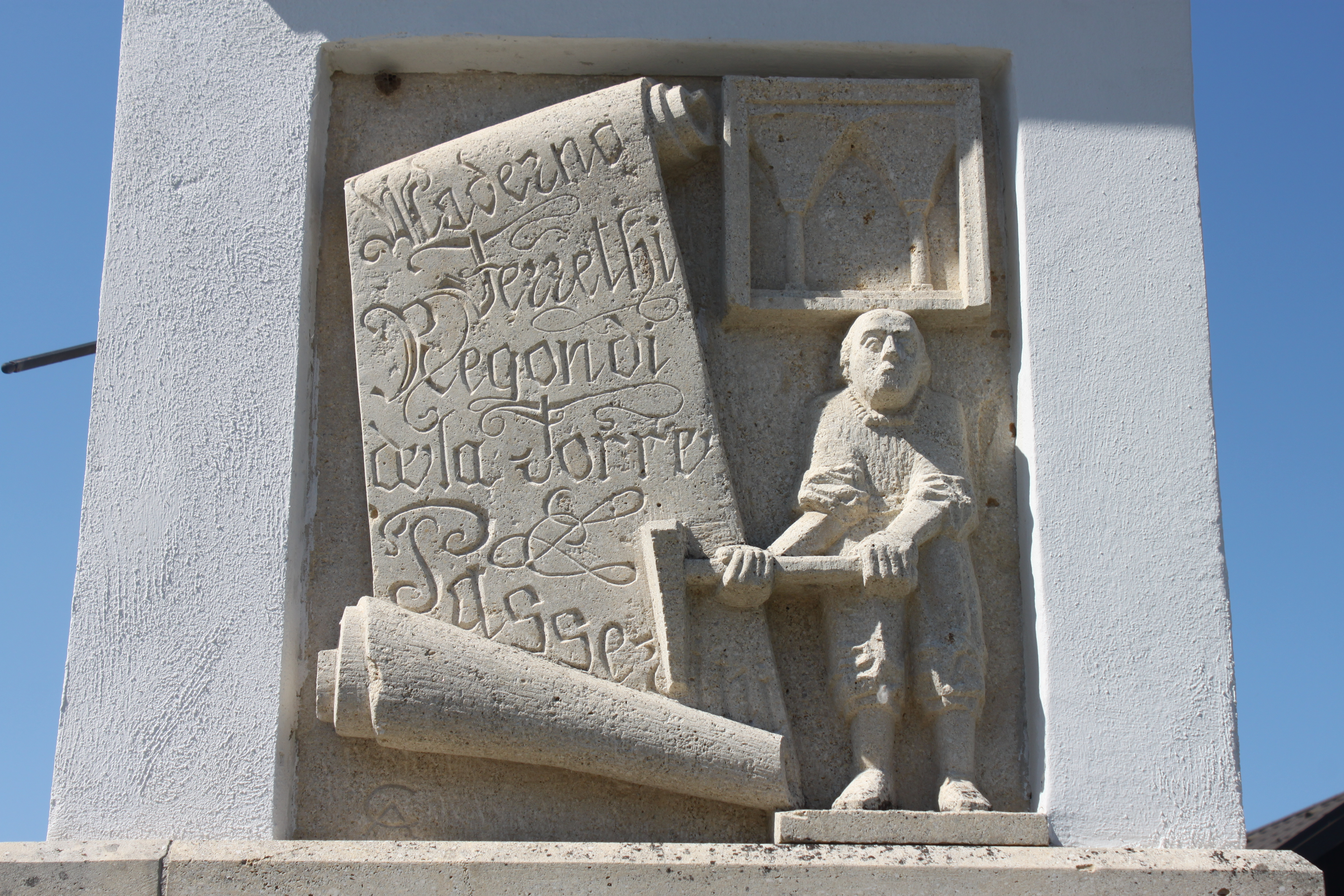
Steinrelief Italienische Meister in Kaisersteinbruch Bildhauer A. Ciutureanu, 1992. Schriftenrolle mit den Namen Maderno, Ferrethi, Regondi, della Torre und Passerini, rechts oben ein Zitat von Schloss Neugebäude

## Renaissance, Manierismus, Barock nördlich der Alpen
Mitte 16. Jahrhundert rief der Römische Kaiser Bausachverständige für seine Baupläne in Wien, einige Magistri Comacini ließen sich am Leithagebirge nieder. Der italienische Einfluss nahm im 17. Jahrhundert in Wien ununterbrochen zu. Da die Habsburger einen großen Teil Italiens mittelbar oder unmittelbar beherrschten, war Wien im 17. und 18. Jahrhundert in gewissem Sinne nicht nur eine deutsche, sondern auch eine italienische Hauptstadt. In Wien (und vor allem im Kayser. Steinbruch) wurde sehr viel italienisch gesprochen; am Hofe gab es auch einen eigenen „wällischen Poeten.“ So wird noch 1750 Metastasio ‚in solcher Qualität‘ ein hohes Gehalt bewilligt.
Der Stein, den sie suchten und dort fanden, war ihnen von zuhause gut bekannt, ein harter bis sehr harter, weißer, aber auch mitunter gelblich farbener Kalkstein, als Kaiserstein bezeichnet, der in vielen Steinmetzverträgen und Rechnungen als Marmelstein bezeichnet wurde. Der Schweizerhofbrunnen von 1552 in der Wiener Hofburg, von Pietro Solari, ist das erste erkennbare Zeichen ihrer Anwesenheit. Aus dem neuen Steinbruch am Leythaberg wird Ihro Kayserlichen Majestät Steinbruch, so entstand, bis heute gültig Kaisersteinbruch. Diese Meister sind in Kunstführern zu finden, ihr Bezug zu Kaisersteinbruch meist unbekannt. Einige Namen: Pethan, Pozzo, Gardesoni, Solari, Murato, Tencalla, de Magistris, Maderno, Ruffini, Retacco, Annon, die Brüder Alexius und Elias Payos, Augustin Rigobello, Antonius und Hieronymus Bregno, Ambrosius und Domenicus Petruzzy, Ambrosius und Giorgio Regondi und deren Nachkommen, Ambrosius Ferrethi, Mathias Lorentisch und Sohn Johann, Giovanni Battista Passerini, Allio, Francesco della Torre samt Sohn Giovanni Pietro della Torre, und Martin Trumler samt Söhnen Franz und Maximilian. Einflüsse ihrer Kunst sind so z. B. in Spanien, Westfrankreich, am Rhein, sogar in Lund nachzuweisen. Als spätere Nachfahren der Comasken gelten noch Baumeister und Bildhauer des 17. und 18. Jahrhunderts wie z. B. Francesco Borromini (1599–1667).
In Südtirol werden die Comacini auch als Comancini bezeichnet.